# Merindad de Valdeporres
Merindad de Valdeporres ist eine spanische Gemeinde (municipio) in der Provinz Burgos der Autonomen Gemeinschaft Kastilien und León. Merindad de Valdeporres liegt 97 Kilometer nördlich der Provinzhauptstadt Burgos. Die Gemeindeverwaltung befindet sich in Pedrosa de Valdeporres.

## Dörfer und Weiler der Gemeinde
- Ahedo de Las Pueblas
- Brizuela
- Busnela
- Cidad de Valdeporres
- Dosante
- Leva de Valdeporres
- Pedrosa de Valdeporres
- Puentedey
- Quintanabaldo
- Robredo de Las Pueblas
- Rozas
- San Martín de Las Ollas
- San Martín de Porres
- Santelices
- Villavés

## Geologie
Der Dolmen von Busnela (spanisch Dolmen semirrupestre de Busnela) ist eine Felsformation auf einem Hügel südlich von Busnela.